# Виу
Виу̀ (на италиански и на пиемонтски: Viù; на окситански: Vieu, Виеу) е село и община в Метрополен град Торино, регион Пиемонт, Северна Италия. Разположено е на 774 m надморска височина. Към 1 януари 2020 г. населението на общината е 1021 души, от които 16 са чужди граждани.